# Pasquale Preziosa
Pasquale Preziosa (Bisceglie, 21 marzo 1953) è un generale italiano, Capo di Stato Maggiore dell'Aeronautica Militare dal 25 febbraio 2013 al 29 marzo 2016. Dal 2020 è direttore dell’Osservatorio permanente sulla Sicurezza.

## Biografia
Preziosa si arruolò in Aeronautica nel 1971 con il corso Marte III dell'Accademia Aeronautica. Nel 1972 conseguì il brevetto di pilota d'aeroplano col Piaggio P.148 e nel 1976 il brevetto di pilota militare sul Fiat G.91. Nel 1977 conseguì l'abilitazione per il F-104S Starfighter e fu assegnato al 156º Gruppo del 36º Stormo in qualità di pilota caccia bombardiere. Durante il periodo di assegnazione al 36º Stormo comandò la 382ª e successivamente la 384ª squadriglia del 156º Gruppo. Ha frequentato, presso la Scuola di guerra aerea di Firenze, il corso Normale, Superiore e Sicurezza Volo.
Nel 1982 si è qualificato istruttore di volo su Aviogetti e nel 1983 si è qualificato istruttore di volo sul Tornado presso la base RAF di Cottesmore. Dal 1985 all'agosto 1987 Preziosa ha ricoperto l'incarico di Capo Ufficio Operazioni del 36º Stormo e, dall'agosto 1987 al settembre 1988, ha ricoperto l'incarico di Comandante del 156º Gruppo. Dal luglio 1989 al gennaio 1992 ha svolto l'incarico di Aiutante di Volo e Capo Segreteria Particolare del generale di squadra aerea Giorgio Santucci e del generale di squadra aerea Adelchi Pillinini, entrambi Comandanti della 2ª Regione Aerea. Promosso colonnello nel dicembre 1991, egli fu successivamente assegnato allo Stato Maggiore dell’Aeronautica Militare in qualità di Capo della 2ª Sezione dell'Ufficio Pianificazione Generale Programmazione e Bilancio.
Nel 1993 ha frequentato il “Defense Resources Management Course”, corso di formazione NATO, negli Stati Uniti d'America. Dal 12 settembre 1994 al 9 settembre 1996 ha ricoperto l'incarico di Comandante del 36º Stormo. Dal settembre 1996 al 31 ottobre 1997 ha assolto l'incarico di Capo del 2° Ufficio dell'Ufficio Pianificazione Generale Programmazione e Bilancio dello SMA svolgendo contestualmente dal maggio 1997 l'incarico di Capo dell'Ufficio Pianificazione Generale Programmazione e Bilancio dello SMA in Sede Vacante. Dal 1º novembre 1997 al 23 luglio 1998 ha espletato l'incarico di Capo del 2° Ufficio del Reparto Pianificazione Generale dello SMA e dal luglio all'ottobre 1998 quello di Vice Capo del citato Reparto. Dall'ottobre 1998 all'agosto '99 ha frequentato la 50ª Sessione dello IASD.
Il 1º gennaio 1999 è stato promosso generale di brigata aerea e, dal 23 agosto 1999 al 3 dicembre 2001, ha ricoperto l'incarico di Capo dell'Ufficio del Capo di Stato Maggiore dell'Aeronautica Militare. Il 4 dicembre 2001 ha assunto l'incarico di Vice Capo Reparto del 3º Reparto dello SMA e, nel periodo dal 15 giugno 2002 al 30 luglio 2002, ha operato presso la cellula di risposta “Enduring Freedom” in Tampa (USA) con l'incarico di Italian Senior National Representative. Il 30 agosto 2003 ha assunto l'incarico di Addetto per la Difesa e la Cooperazione per la Difesa a Washington. Il 1º gennaio 2005 è stato promosso al grado di generale di divisione aerea. Dall'11 settembre 2006 al 14 febbraio 2008 ha ricoperto l'incarico di Capo Ufficio Generale Pianificazione Programmazione e Bilancio dello Stato Maggiore Difesa.
Dal 15 febbraio 2008 al 4 ottobre 2009 ha ricoperto l'incarico di Capo del III Reparto dello Stato Maggiore Difesa. Dal 5 ottobre 2009 è a disposizione del Capo di Stato Maggiore AM per incarichi particolari. Nel 2009 è stato promosso generale di squadra aerea. Ha al suo attivo oltre 2.300 ore di volo, partecipando alle operazioni aeree in Bosnia sul velivolo Tornado. Egli è, inoltre, laureato in Scienze Diplomatiche Internazionali e in Scienze Aeronautiche. Dal 21 aprile 2010 al 5 dicembre 2011 ha ricoperto l'incarico di Comandante delle Scuole AM/3ª Regione Aerea. Successivamente è stato capo del III Reparto dello Stato Maggiore Difesa e capo di gabinetto del Ministero della difesa.
È stato nominato Capo di Stato Maggiore dell'Aeronautica il 6 dicembre 2012 dal governo Monti in sostituzione del generale Giuseppe Bernardis; è entrato in carica il 25 febbraio 2013, fino al 30 marzo 2016, quando è stato sostituito dal pari grado Enzo Vecciarelli. Rinviato a giudizio nel giugno 2016 per "minacce a un inferiore", è stato assolto nel marzo 2018. Nel 2020 è stato scelto per l'incarico di direttore dell’Osservatorio permanente sulla Sicurezza, organo creato dall'Eurispes.

## Onorificenze
- Medaglia d'oro delle Aquile di primo grado della Repubblica di Albania[1]
- Nastrino di merito per il personale militare degli Uffici di diretta collaborazione del Ministro della Difesa
- Nastrino di merito per il personale dello Stato Maggiore della Difesa ed area interforze